# Фернандес, Альваро (уругвайский футболист)
А́льваро Ферна́ндес Гай (исп. Álvaro Fernández Gay; род. 11 октября 1985, Сорьяно, Уругвай) — уругвайский футболист, игравший на позиции полузащитника.

## Биография
Альваро Фернандес начал карьеру в клубе «Уругвай Монтевидео», воспитанником которого является, в 2006 году. В 2006—2008 гг. выступал за «Атенас», «Монтевидео Уондерерс» и мексиканскую «Пуэблу». В первой половине 2009 года выступал за «Насьональ» и стал в составе этого клуба чемпионом Уругвая, а также дошёл до полуфинала Кубка Либертадорес.
Вторую половину года провёл в аренде в португальском клубе «Витория Сетубал». С января 2010 года стал игроком чилийского «Универсидад де Чили», также на правах аренды. В чилийской команде Фернандес присоединился к своему партнёру по сборной и бывшему партнёру по «Насьоналю» защитнику Маурисио Викторино.
29 июля 2010 года Фернандес подписал контракт с клубом MLS «Сиэтл Саундерс» в качестве назначенного игрока. В североамериканской лиге дебютировал 31 июля в матче против «Сан-Хосе Эртквейкс», отыграв последние 21 минуту после выхода на замену вместо Стива Закуани. 3 августа в матче предварительного раунда Лиги чемпионов КОНКАКАФ 2010/11 против сальвадорского «Исидро Метапан» забил свой первый гол за «Сиэтл Саундерс». В марте 2012 года Фернандес получил грин-карту и в MLS перестал считаться иностранным игроком.
27 июля 2012 года Фернандес был продан клубу «Чикаго Файр» за распределительные средства. За «Файр» дебютировал 4 августа в матче против «Торонто». В матче против «Торонто» 12 сентября забил свой первый гол за «Файр». 25 января 2013 года клуб «Чикаго Файр» заявил о передаче Фернандеса в аренду катарскому клубу «Эр-Райян» на шесть месяцев. 9 июля 2013 года «Чикаго Файр» передал Фернандеса в аренду уругвайскому клубу «Насьональ» до конца 2013 года.
28 июля 2016 года Фернандес вернулся в «Сиэтл Саундерс». В июле 2017 года покинул клуб в связи с истечением срока контракта.
В августе 2019 года присоединился к клубу «Пласа Колония».
С 2009 по 2012 годы выступал за сборную Уругвая. Участвовал в чемпионате мира 2010.

## Личная жизнь
6 сентября 2010 года Альваро стал отцом, сына назвали Валентино.

## Титулы
- Чемпион Уругвая: 2008/09
- Чемпион MLS (обладатель Кубка MLS): 2016
- Обладатель Открытого кубка США: 2010, 2011
- Обладатель Кубка эмира Катара: 2013